# Concerto

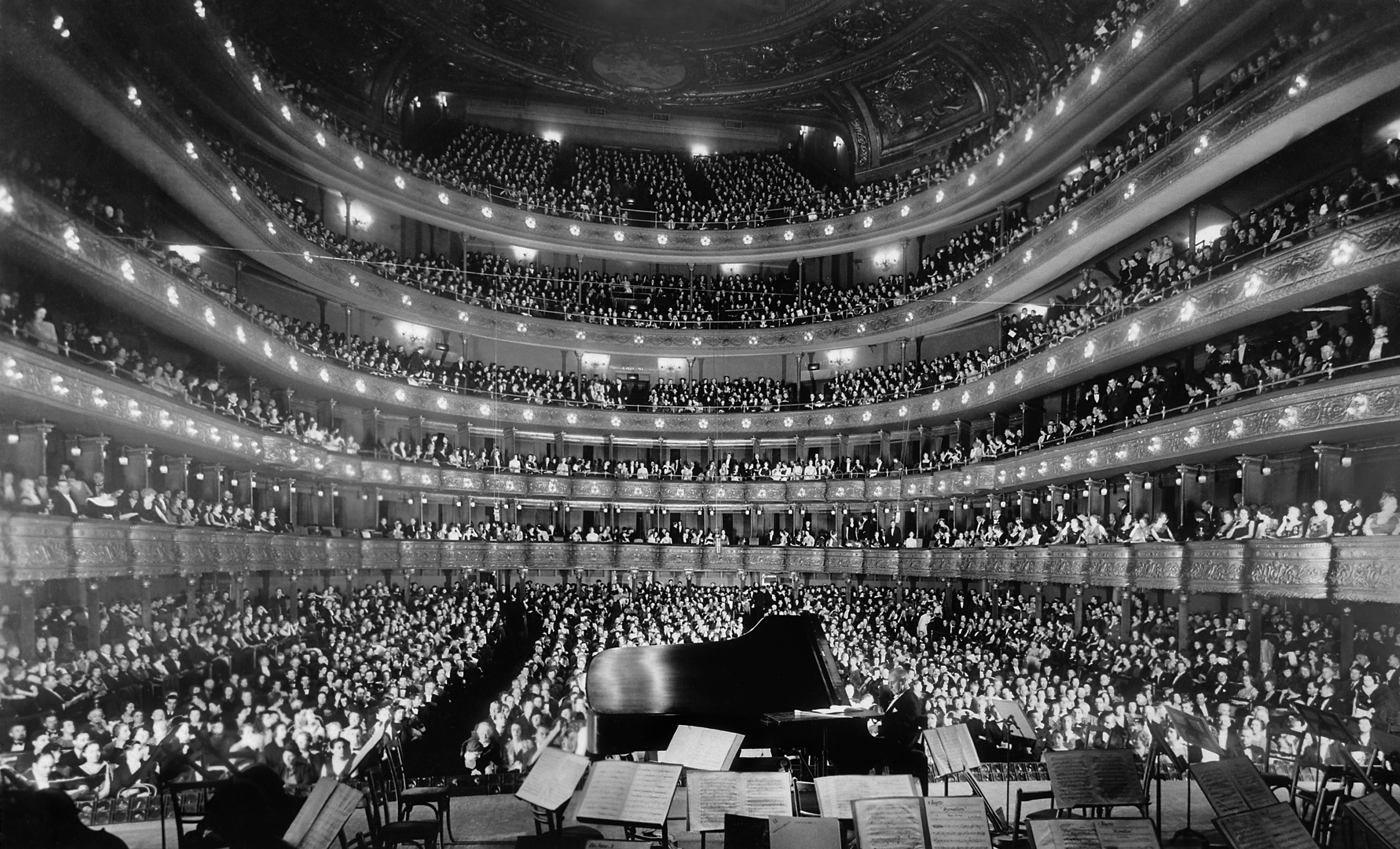
Concerto no Metropolitan Opera House de Nova Iorque.

Concerto é uma composição musical escrita para um ou mais instrumentos solistas, cujo acompanhamento pode ser feito por uma orquestra ou um piano.[carece de fontes?] Modernamente o termo tem sido empregado para qualquer espetáculo musical, nos mais diferentes formatos.

## Etimologia
A origem do termo concerto sempre suscitou discussão entre os musicólogos. Já no início do século XVI sua origem era atribuída a duas palavras latinas: a primeira, concertatum (do verbo concertare: "combater", "competir") - e a segunda, de consertum (do verbo conserere traduzido como "entrelaçar", "atar", mas também, em alguns contextos, como "argumentar"). Em 1619, Michael Praetorius apoiou a etimologia que dava a ideia de combate, o choque entre duas entidades instrumentais distintas tanto em número quanto em sonoridade.
Na era moderna, o compositor alemão Hugo Daffner (1882-1936) voltou a defender a primeira acepção do verbo conserere, destacando a natureza de diálogo, de enredo, que efetivamente caracteriza o estilo concertante, embora a primeira hipótese ainda seja considerada como a mais válida pela maioria dos estudiosos.

## História
A forma musical concerto pode ser encontrada a partir do século XVI, entre os anos de 1520 e 1580, com a criação do Concerto para Cravo e em obras vocais de Andrea Gabrieli ou Ludovico da Viadana sem forma ou estrutura típica.
Durante o barroco o estilo se desenvolveu para uma forma instrumental que alterna entre partes do tutti (ou ripieno em italiano ) e do solo (concertino), e como um rondó emprega no tutti sempre o mesmo tema. Ele passou a ter três movimentos (Rápido - lento - rapidíssimo), como em quase todos os exemplos de Antonio Vivaldi e Johann Sebastian Bach ou quatro (Lento - rápido - lento - rapidíssimo) como os "concerti grossi" de Georg Friedrich Handel. O Concerto grosso (italiano, plural: Concerti grossi) foi uma forma bastante usada no período barroco, que se constituía de um conjunto de três (ou mais) solistas com uma orquestra maior. 
Com o advento do Classicismo, o concerto passou a se estabelecer de maneira mais ou menos estruturada como a sonata clássica: um primeiro movimento em forma-sonata, o segundo movimento lento (sob qualquer forma) e o último em rondó.
No Romantismo, os concertos passaram a ter como propósito explorar o virtuosismo, explorando ao máximo a potencialidade dos solistas.
Alguns concertos famosos:

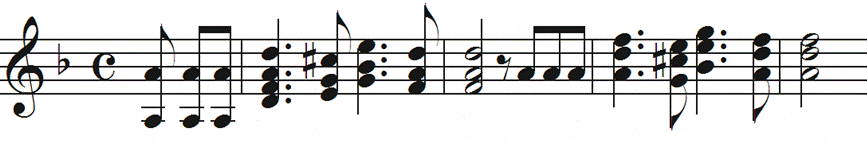
Partitura do Concerto de Piano Nº 2 de Mendelsshon (fragmento).

- Os quatro concertos opus 8, "As Quatro Estações", de Antonio Vivaldi
- Concertos de Brandenburgo de Johann Sebastian Bach
- Concerto para piano nº 21, de Wolfgang Amadeus Mozart;
- Concerto para flauta nº 1, de Wolfgang Amadeus Mozart;
- Concerto para piano nº 5, "O Imperador", de Ludwig van Beethoven;
- Concerto para piano nº 1, de Piotr Ilyitch Tchaikovsky;

## Características
As principais características do concerto na Era clássica, o qual é tomado como modelo até os dias atuais, são:
- Três movimentos, dos quais o primeiro é rápido, na forma-sonata, o segundo é lento (sob qualquer forma) e o terceiro, novamente rápido, em rondó;[3]

- Instrumental, ou seja, o grupo que faz o acompanhamento é geralmente uma orquestra completa, uma orquestra de cordas ou uma orquestra de câmara.[4]

No Romantismo, os concertos passaram a ter como propósito explorar o virtuosismo, ou seja, a potencialidade dos solistas. A partir daí, surgiram modificações no esquema clássico do concerto, como por exemplo:
- Menor número de movimentos: O número de movimentos do concerto diminuiu. Surgiram concertos com dois movimentos (Concerto para violino nº 1, de Béla Bartók; Concerto para clarineta, de Aaron Copland) e até com um movimento (Concerto para piano nº 2, de Franz Liszt; Concerto para piano e orquestra, de Arnold Schönberg; Concerto para piano com a mão direita, de Maurice Ravel).

- Maior número de movimentos: A estrutura clássica também aumentou e deu espaço a composições com quatro movimentos (Concerto para piano nº 1, de Johannes Brahms; Concerto para violino nº 1, de Dmitri Shostakovich; Concerto para violino, de Igor Stravinski; Concierto heroico, de Joaquin Rodrigo) e mesmo cinco movimentos  (Concerto para piano e Concerto para violino, de György Ligeti; Concerto para piano nº 5, de Sergei Prokofiev).

- Utilização de instrumentos incomuns: O solista no concerto clássico era um instrumento da própria orquestra. Após o Romantismo, instrumentos de todos os tipos foram incorporados ao concerto. Um exemplo famoso é o Concierto de Aranjuez, de Joaquin Rodrigo, escrito para violão. Além desse, temos ainda o Concerto para gaita, de Heitor Villa-Lobos; Concerto para ondas martenot, de André Jolivet; o Concerto suíte para guitarra elétrica e orquestra, de Yngwie J. Malmsteen e o Concerto para balalaika e orquestra, de Eduard Tubin.

## Extensão do termo
O ano de 1969 marcou a estreia do primeiro concerto para grupo e orquestra de Jon Lord. O álbum Concerto for Group and Orchestra foi gravado ao vivo no Royal Albert Hall. Depois disso o termo concerto passou a ser usado com frequência para fins populares e nas mais diferentes formações.